# ساختمان لویدز
ساختمان لویدز (انگلیسی: Lloyd's building) یک ساختمان واقع در سیتی لندن، بریتانیا می‌باشد. ساخت و ساز این ساختمان ۱۹۷۸ شروع شد و ۱۹۸۶ به پایان رسید. معمار این بنا ریچارد راجرز است و تعداد طبقاتش ۱۴ و ارتفاع آن ۹۵٫۱ متر است.
سازهٔ ساختمان بتنی انتخاب شده و ارتفاع طبقات به دلیل استفاده از تأسیسات خاص از حد استاندارد بلندتر در نظر گرفته شده‌است.

## نگارخانه

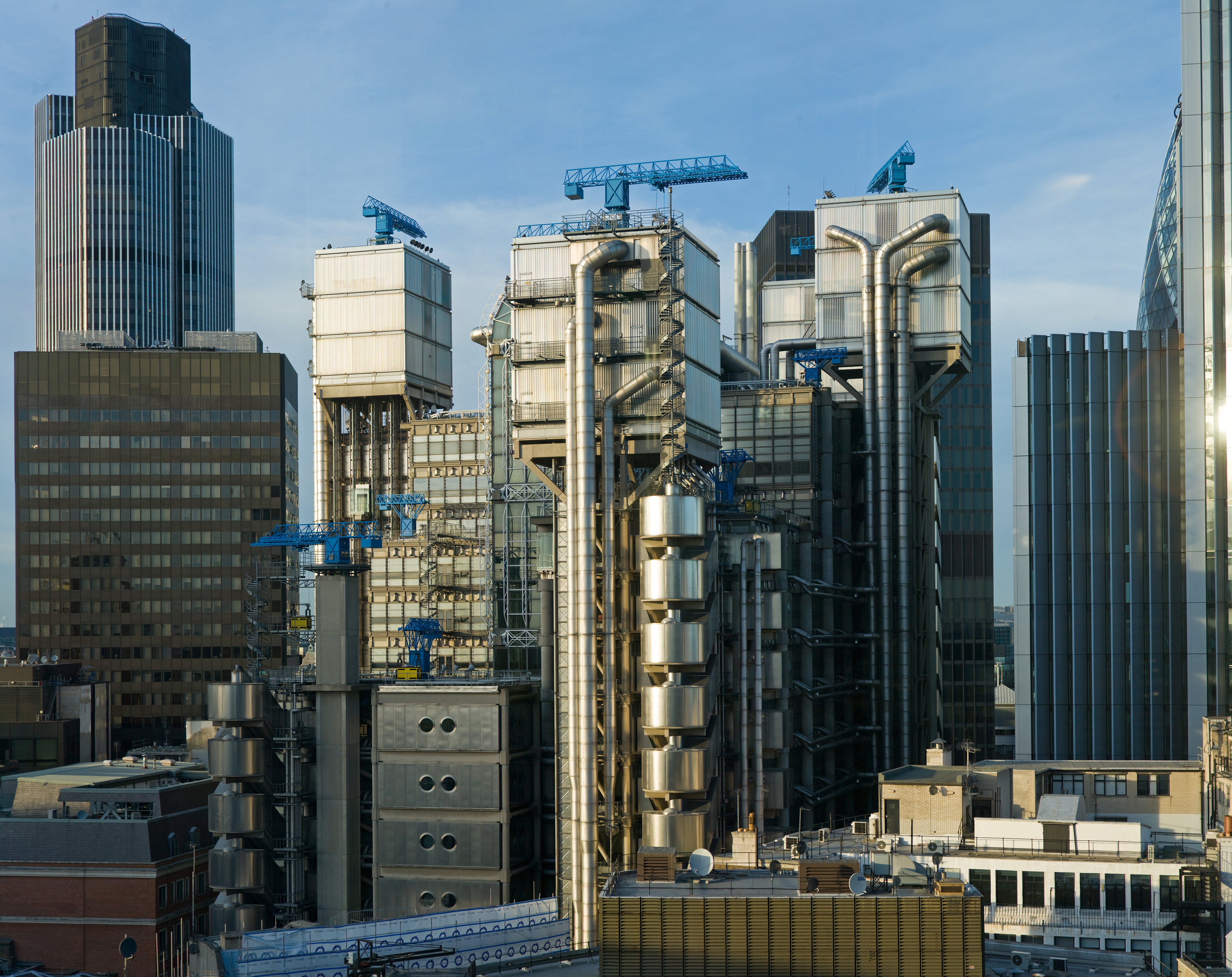
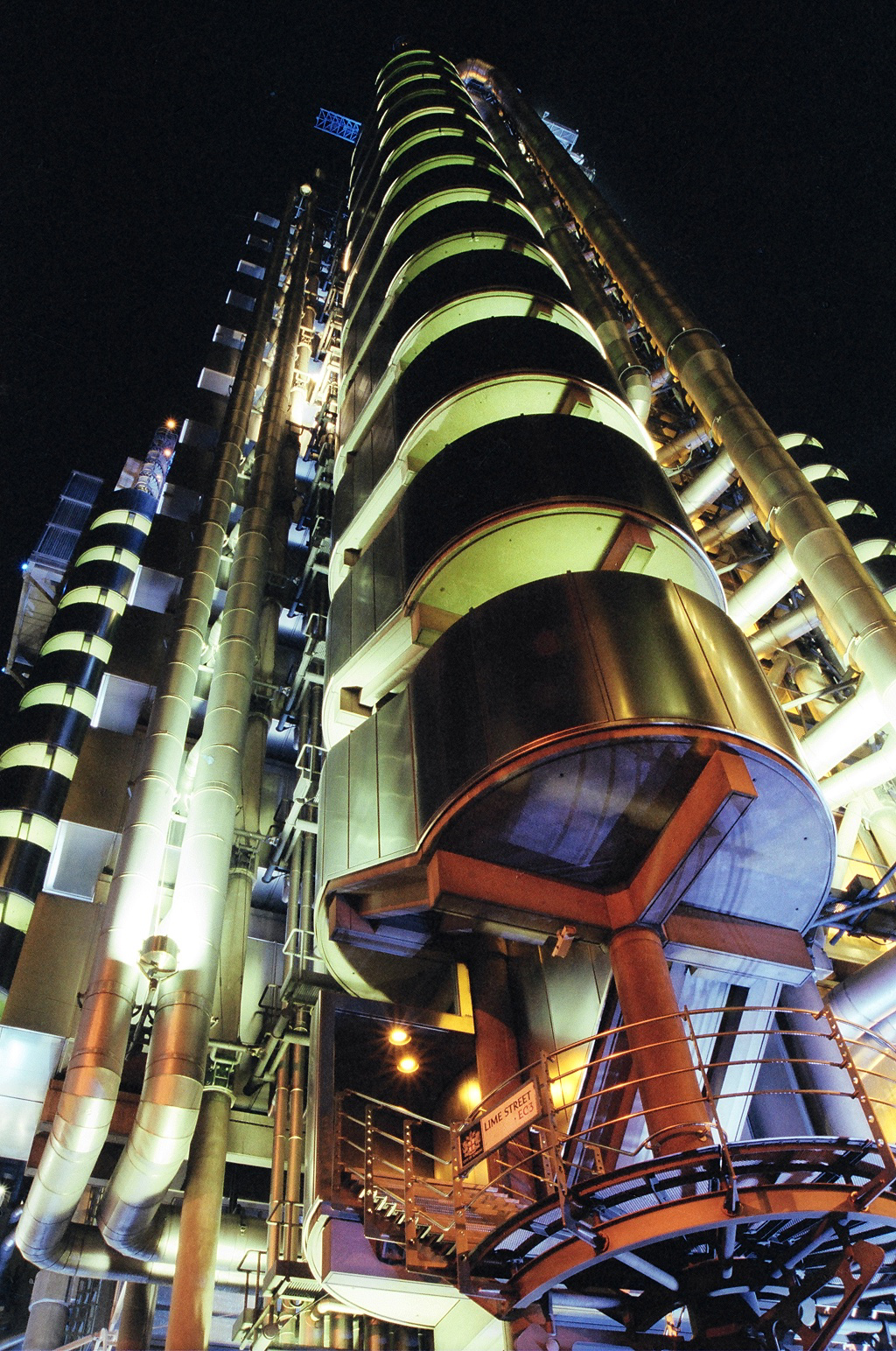
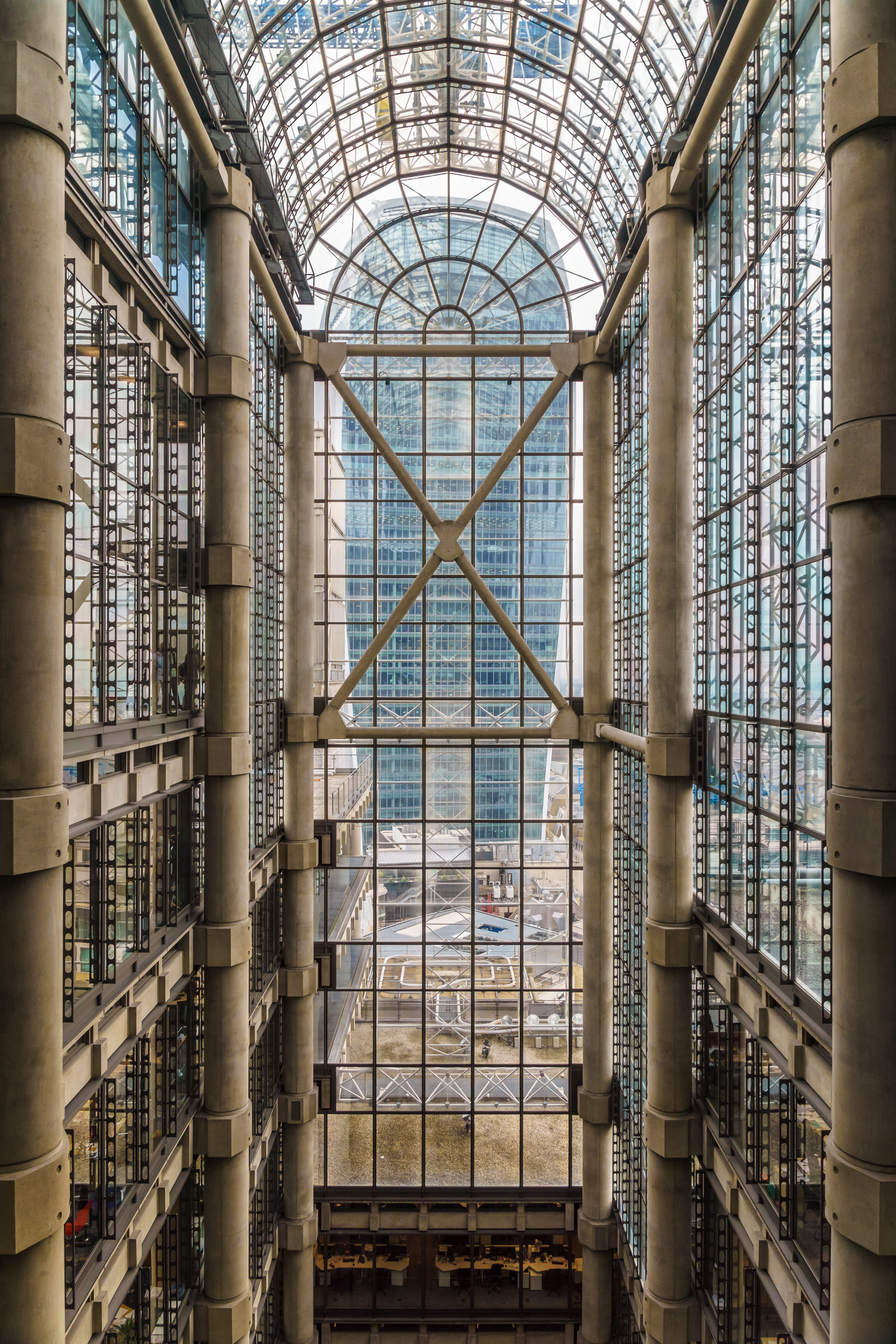
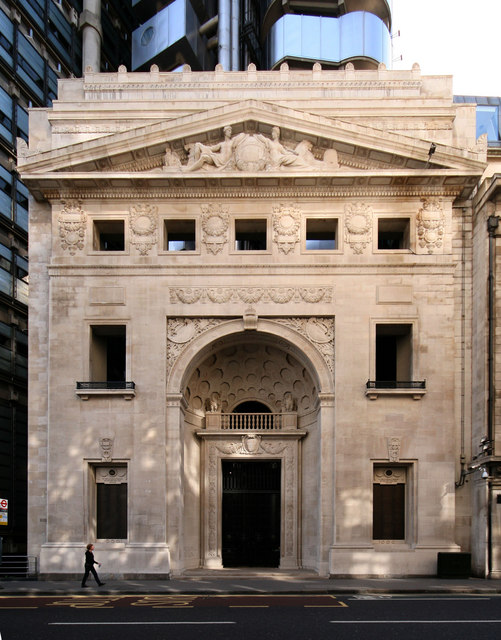
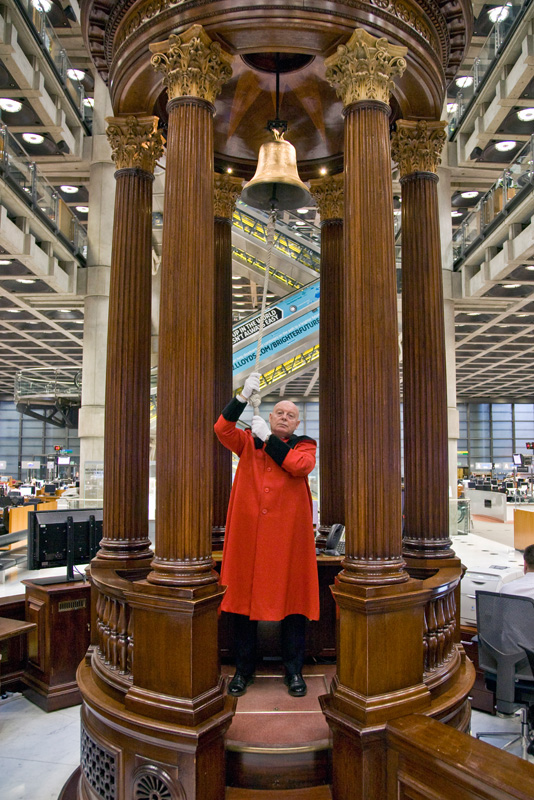
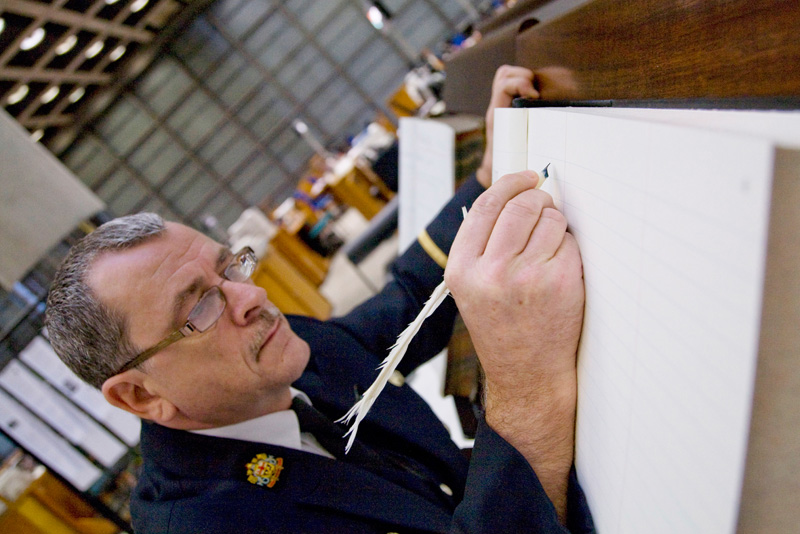
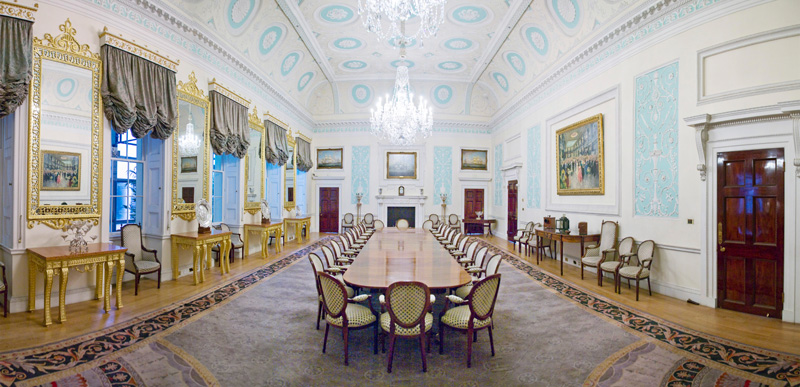